# Ігровицька сільська рада
Ігровицька сільська́ ра́да — адміністративно-територіальна одиниця та орган місцевого самоврядування в Тернопільському районі Тернопільської області. Адміністративний центр — село Ігровиця.

## Загальні відомості
Ігровицька сільська рада утворена в 1939 році.
- Територія ради: 21,69 км²
- Населення ради: 1 074 особи (станом на 2001 рік)
- Територією ради протікає річка Ігра

## Населені пункти
Сільській раді були підпорядковані населені пункти:
- с. Ігровиця

## Населення
Згідно з переписом УРСР 1989 року чисельність наявного населення сільської ради становила 1201 особа, з яких 544 чоловіки та 657 жінок.
За переписом населення України 2001 року в сільській раді мешкала 1071 особа.

### Мова
Розподіл населення за рідною мовою за даними перепису 2001 року:
| Мова       | Відсоток |
| ---------- | -------- |
| українська | 99,72 %  |
| російська  | 0,19 %   |

## Склад ради
Рада складалася з 15 депутатів та голови.
- Голова ради: Голик Галина Богданівна

### Керівний склад попередніх скликань
| Прізвище, ім'я, по батькові | Основні відомості                                                 | Дата обрання | Дата звільнення |
| --------------------------- | ----------------------------------------------------------------- | ------------ | --------------- |
| Катеринчук Ольга Миронівна  | Сільський голова, 1954 року народження, позапартійна              | 26.03.2006   | 31.10.2010      |
| Голик Галина Богданівна     | Сільський голова, 1965 року народження, освіта вища, позапартійна | 31.10.2010   |                 |

Примітка: таблиця складена за даними сайту Верховної Ради України

### Депутати
За результатами місцевих виборів 2010 року депутатами ради стали:

#### За суб'єктами висування
| Суб'єкт висування             | Кількість обраних депутатів | %    |
| ----------------------------- | --------------------------- | ---- |
| Самовисування                 | 14                          | 93,3 |
| Політична партія «Фронт Змін» | 1                           | 6,7  |

#### За округами
| № округу                      | Прізвище, ім'я, по батькові      | Дата визнання обраним | Освіта             | Партійна приналежність              | Відомості про обраного депутата                           |
| ----------------------------- | -------------------------------- | --------------------- | ------------------ | ----------------------------------- | --------------------------------------------------------- |
| Політична партія «Фронт Змін» |                                  |                       |                    |                                     |                                                           |
| 12                            | Литвин Ірина Богданівна          | 31.10.2010            | вища               | член Політичної партії «Фронт Змін» | Ігровицька сільська рада, спеціаліст                      |
| Самовисування                 |                                  |                       |                    |                                     |                                                           |
| 1                             | Дейнека Андрій Ярославович       | 31.10.2010            | середня спеціальна | позапартійний                       | ПП «Дейнека», приватний підприємець                       |
| 2                             | Мокрицький Михайло Володимирович | 31.10.2010            | вища               | позапартійний                       | Держексперт центр, бухгалтер                              |
| 3                             | Філатова Олександра Миколаївна   | 31.10.2010            | середня            | позапартійна                        | ВАТ «Галичина», пакувальник                               |
| 4                             | Митохір Мирослава Григорівна     | 31.10.2010            | середня            | позапартійна                        | Будинок культури с. Ігровиця, директор                    |
| 5                             | Мізьолик Юрій Михайлович         | 31.10.2010            | середня            | позапартійний                       | амбулаторія загальної практики — сімейної медицини, водій |
| 6                             | Бурмака Василь Михайлович        | 31.10.2010            | середня спеціальна | позапартійний                       | «Макбуд», менеджер                                        |
| 7                             | Мокрицька Олександра Зіновіївна  | 31.10.2010            | середня спеціальна | позапартійна                        | Ігровицька сільська рада, секретар                        |
| 8                             | Бурмака Олександр Олександрович  | 31.10.2010            | незакінчена вища   | позапартійний                       | ТНТУ, студент                                             |
| 9                             | Винницький Петро Миколайович     | 31.10.2010            | середня спеціальна | позапартійний                       | пенсіонер                                                 |
| 10                            | Біловус Валентина Анатоліївна    | 31.10.2010            | середня спеціальна | позапартійна                        | Ігровицька сільська рада, землнворядник                   |
| 11                            | Бурмака Любов Ярославівна        | 31.10.2010            | середня спеціальна | позапартійна                        | ТОВ «Добробуд», бухгалтер                                 |
| 13                            | Максимик Надія Мирославівна      | 31.10.2010            | середня            | позапартійна                        | Тернопільське ДЕПО, кур'єр                                |
| 14                            | Шеліга Сергій Петрович           | 31.10.2010            | середня спеціальна | позапартійний                       | приватний підприємець                                     |
| 15                            | Литвин Петро Петрович            | 31.10.2010            | вища               | позапартійний                       | приватний підприємець                                     |